# Rondò per pianoforte e orchestra K 382
Il Rondò per pianoforte e orchestra K 382, è una composizione di Wolfgang Amadeus Mozart del 1782. Il brano venne scritto come finale alternativo per il concerto per pianoforte e orchestra K 175.

## Storia
Mozart giunse a Vienna da Salisburgo e voleva subito presentarsi a quel pubblico come compositore ma anche come pianista; a questo scopo, e anche per avere un introito economico, decise di partecipare alle cosiddette Accademie strumentali.  A uno di questi appuntamenti pensò di eseguire il concerto in Re maggiore K 175, scritto ben dieci anni prima, con cui aveva riscosso tanti successi nelle sue tournée europee. Il K 175 rappresenta il superamento del concerto barocco e l'inizio del periodo classico. L'unico dubbio il compositore lo aveva per il finale, costruito in tempo di sonata e con un denso contrappuntismo che poteva risultare ostico alle orecchie dei viennesi; non ritenendolo abbastanza vivace e piacevole, Mozart decise di sostituirlo proprio con il rondò K 382. Il brano venne eseguito per la prima volta il 3 marzo 1782 quale finale del concerto per pianoforte e orchestra K 175 con lo stesso autore come direttore e solista.

## Analisi
Il nuovo finale risulta forse in parte discordante con gli altri movimenti del concerto e la sua scrittura è apparsa piuttosto semplice rispetto alla seria costruzione dell'originale; per questo è stato criticato da alcuni studiosi. In realtà il brano può apparire più "facile" all'ascolto del pubblico, ma in realtà è tecnicamente più difficile per la sua impegnativa serie di variazioni. Da notare poi che il brano sviluppa una notevole integrazione tra pianista e orchestra che supera il tradizionale rapporto di solista e comprimario.
Il tema è rappresentato da un Allegretto grazioso, molto piacevole, più volte espresso dall'orchestra a cui seguono sette variazioni. L'intervento solistico del pianoforte propone la prima variazione, quindi il solista si unisce al tutto orchestrale nella seconda variazione. Lo svolgimento della terza variazione è basato tutto sugli arpeggi che il pianista esegue una prima volta con la mano destra e quindi con la sinistra; al flauto è affidata invece l'esposizione del motivo principale. Il tema viene poi riproposto, semplificato, dal solista nella quarta variazione, mentre nella successiva l'intensità espressiva viene acuita dalla tonalità minore nella parte pianistica e dalla raffinata contrapposizione fra oboi e corni. Segue la penultima variazione dove aumenta la vivacità nel dialogo fra solista e la sezione dei fiati. La settima variazione è un Adagio del pianoforte che prepara al finale; il brano termina con un Allegro brioso, di grande vivacità, ricco di abbellimenti e presenta la libera cadenza del solista.
Oggi il movimento viene spesso eseguito come brano autonomo.

## Organico
Pianoforte solista; orchestra composta da: flauto, due oboi, due corni, due trombe in Re, timpani, archi (violini primi e secondi; viole; violoncelli; contrabbassi) 